# Phil Traill
Phil Traill (* 6. Juni 1973) ist ein US-amerikanischer Filmregisseur und Drehbuchautor.

## Leben
Traill wurde in New Jersey geboren, wuchs aber in London (Großbritannien) auf. Er studierte an der Newcastle University; sein Studium schloss er 1995 ab. Anschließend arbeitete er als Produzent, unter anderem für die BBC. Sein erster Film, für den er auch das Drehbuch schrieb, war der Kurzfilm Hiccup (1998). Er drehte weitere Kurzfilme, darunter Flipped (2001), Dangle (2003) sowie mehrere Folgen der Fernsehserie Spoons (2005). Für den Film Verrückt nach Steve (2009) wurde er in der Kategorie schlechteste Regie für die Goldene Himbeere 2010 nominiert. Seit 2010 inszenierte er mehrere Folgen für die Fernsehserien 10 Dinge, die ich an dir hasse, Men of a Certain Age, Raising Hope, The Middle, Jane by Design und Suburgatory.
Traill lebt in Los Angeles.

## Filmografie (Auswahl)
- 2009: Verrückt nach Steve (All About Steve)
- 2009: 10 Dinge, die ich an dir hasse (10 Things I Hate About You, zwei Folgen)
- 2009: Cougar Town (eine Folge)
- 2009–2001: Men of a Certain Age (drei Folgen)
- 2011: Powder Girl (Chalet Girl)
- 2011: Raising Hope (zwei Folgen)
- 2012: The Middle (drei Folgen)
- 2012: Jane by Design (vier Folgen)
- 2012: Suburgatory (zwei Folgen)